# Kraftwerk Kardia
Das Dampfkraftwerk Kardia (griechisch Ατμοηλεκτρικού Σταθμού (ΑΗΣ) Καρδιάς) ist ein ehemaliges Braunkohlekraftwerk nahe dem Dorf Pondokomi etwa 10 km nördlich der Stadt Kozani in der in nordgriechischen Region Westmakedonien.
Das Kraftwerk war mit 1200 MW nach installierter Leistung das zweitstärkste in Griechenland. Etwa 10 km östlich liegt das mit 1589 MW leistungsstärkste Kraftwerk des Landes, Agios Dimitrios. 
Es besteht aus vier Blöcken mit einer installierten elektrischen Leistung von je 300 MW, die in den Jahren 1975 bis 1981 in Betrieb genommen wurden:
| Block                | I          | II         | III        | IV         | Gesamt  |
| elektrische Leistung | 4 × 300 MW | 4 × 300 MW | 4 × 300 MW | 4 × 300 MW | 1200 MW |
| Inbetriebnahme       | 1975–1981  | 1975–1981  | 1975–1981  | 1975–1981  | -       |

Die Blöcke I und II wurden im Jahr 2019 stillgelegt. Die übrigen Blöcke (III und IV) wurden im Rahmen des griechischen Kohleausstiegs im Mai 2021 stillgelegt. Betreiber ist der große griechische Stromversorger Dimosia Epichirisi Ilektrismou (ΔΕΗ).
Die verfeuerte Braunkohle stammte aus dem etwa 10 km nordöstlich angrenzenden Tagebau nahe Ptolemaida, von wo der Brennstoff über Gurtbandförderer direkt ins Kraftwerk transportiert wurde. Aus demselben Tagebau bzw. aus demselben Revier werden auch die nahe gelegenen Großkraftwerke Agios Dimitrios (ΑΗΣ Άγιος Δημήτριος), Ptolemaida (ΑΗΣ Πτολεμαΐδα), Amyndeo (ΑΗΣ Αμύνταιο) und Florina (ΑΗΣ Φλώρινα) versorgt.